# Río Raigadas
El río Raigadas es un río del sur de España perteneciente a la cuenca hidrográfica del Guadalquivir, que discurre en su totalidad por el territorio del nordeste de la provincia de Granada. 

## Curso
El río Raigadas nace en la sierra de la Sagra, en el término municipal de Huéscar. Realiza un recorrido en dirección nordeste-suroeste a lo largo de unos 14 km hasta su desembocadura en el río Guardal a la altura del embalse de San Clemente, también en el término de Huéscar. 